# Tamassari
Tamassari est une localité située dans le département de Loumana de la province de la Léraba dans la région des Cascades au Burkina Faso.

## Géographie
Tamassari se trouve à 5 km au nord-ouest de Loumana, le chef-lieu du département.

## Démographie
| 2003 | 2006  | 2012 |
| ---- | ----- | ---- |
| 935  | 1 146 | -    |

## Éducation et santé
Le centre de soins le plus proche de Tamassari est le centre de santé et de promotion sociale (CSPS) de Loumana tandis que le centre médical avec antenne chirurgicale (CMA) est à Sindou et que le centre hospitalier régional (CHR) se trouve à Banfora.
Le village possède une école primaire publique.